# Vicco von der Lühe

Wappen derer von der Lühe

Vicco Karl Hans Heinrich Georg Ulrich von der Lühe (* 3. Januar 1863 in Schwerin; † 2. Januar 1952 in Wotersen) war ein preußischer Generalmajor.

## Leben

### Herkunft
Vicco entstammte dem mecklenburgischen Uradelsgeschlecht von der Lühe. Er war der Sohn des mecklenburgischen Drosts a. D. Gustav Ulrich Ludwig von der Lühe (* 18. Januar 1803 in Gottesgabe; † 5. Juni 1863 in Schwerin) und dessen Ehefrau Auguste, geborene von Bülow (* 8. Januar 1821 in Schwerin; † 1. Januar 1907 ebenda).

### Militärlaufbahn
Lühe wurde im Kadettenkorps erzogen und am 17. April 1880 als chargierter Portepeefähnrich dem 2. Hanseatischen Infanterie-Regiment Nr. 76 überwiesen. Am 16. November 1880 erhielt er das Patent zu seinem Dienstgrad. Mit einem Patent vom 16. September folgte am 18. Oktober 1881 seine Beförderung zum Sekondeleutnant. Vom 14. April 1888 bis zum 9. Mai 1889 war er zum Lehr-Infanterie-Bataillon abkommandiert und danach bis zum 30. April 1894 als Regimentsadjutant tätig. Kurz nach der Aufnahme seiner Tätigkeit als Regimentsadjutant ist er zum Premierleutnant befördert worden.
Unter der Beförderung zum Hauptmann wurde Lühe am 12. September 1895 zum Füsilier-Regiment „Königin“ (Schleswig-Holsteinisches) Nr. 86 nach Flensburg versetzt und in der Folgezeit als Kompaniechef verwendet. Als solchen kommandierte man ihn vom 29. April bis zum 2. Juni 1897 nach Spandau in die Infanterie-Schießschule. Am 24. Mai 1898 wurde er in das Königin Elisabeth Garde-Grenadier-Regiment Nr. 3 nach Berlin versetzt. Als Major war er ab dem 20. März 1906 Kommandeur des II. Bataillons des ebenfalls in Berlin stationierten 4. Garde-Regiments zu Fuß. Mit seiner Beförderung zum Oberstleutnant wurde Lühe am 27. Januar 1911 nach Mannheim in den Stab des 2. Badischen Grenadier-Regiments „Kaiser Wilhelm I.“ Nr. 110 versetzt. Als Oberst wurde ihm 1913 mit der gesetzlichen Pension und der Berechtigung zum Tragen der Uniform des 4. Garde-Regiments zu Fuß der Abschied gewährt.
Während des Ersten Weltkriegs wurde Lühe als Generalmajor z. D. beim Stab der I. Inspektion der immobilen Gardeinfanterie wiederverwendet.
Lühe war Rechtsritter des Johanniterordens.

### Familie

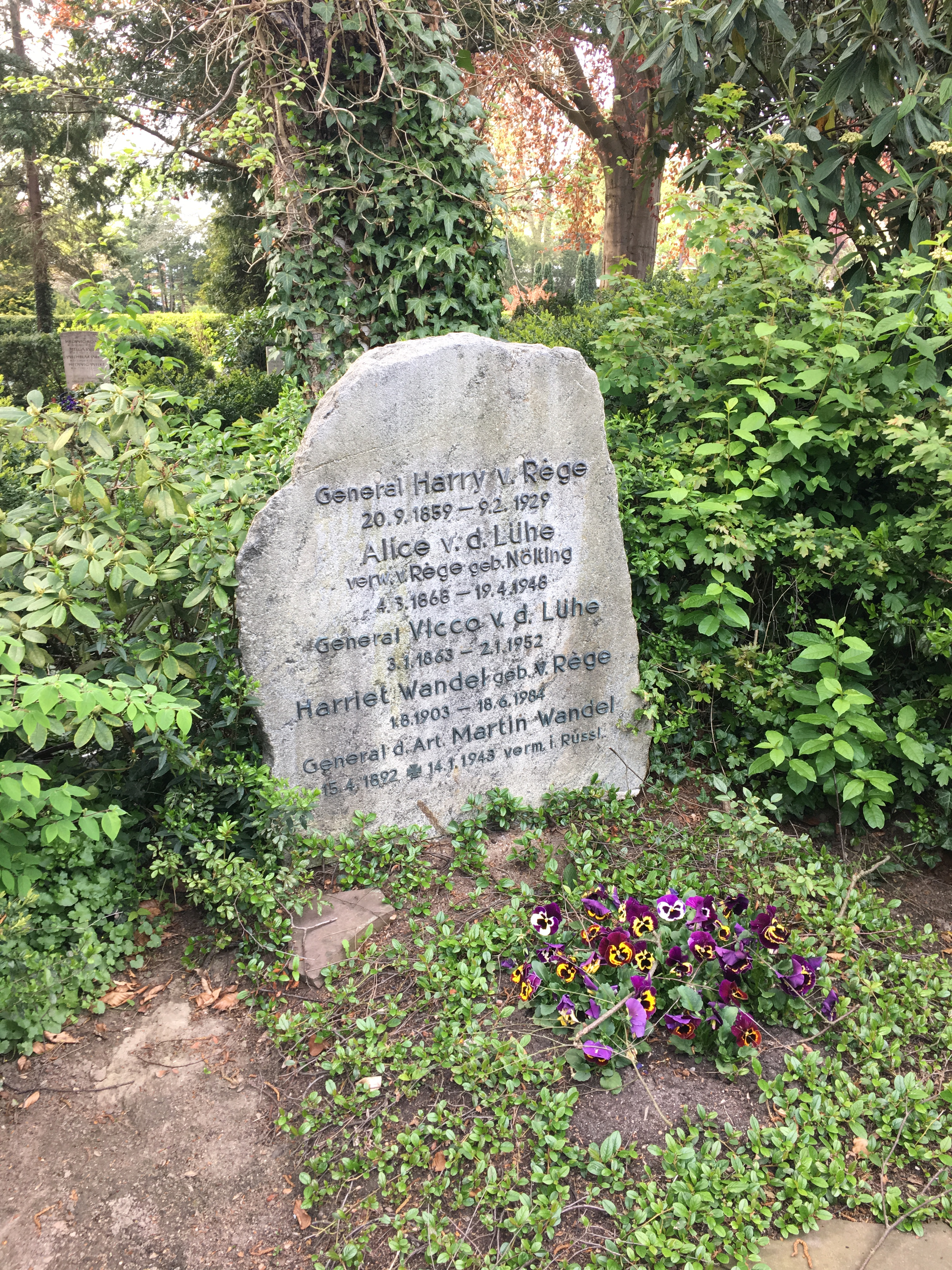
Grab Vicco v. d. Lühe auf dem Burgtorfriedhof

Lühe hatte sich mit Alice Henriette, sechstes Kind des Rentiers Carl Georg Nölting und Schwester der Frau des Lübecker Senators Julius Vermehren und verwitwete von Rège (* 4. März 1868 in Lübeck; † 19. April 1947 in Wotersen) verheiratet. Sie brachte aus ihrer vorangegangenen Ehe die Tochter Harriet Isabel Anneliese Carmen (* 1. August 1903 in Hamburg; † 18. Juni 1984 in Lübeck) mit. Sie heiratete am 17. Oktober 1925 in Berlin den Offizier Martin Wandel (* 15. April 1892 in Berlin; † 14. Januar 1943 Chilino/Russland). Aus der Ehe ging eine Tochter, Marion, hervor. Der preußische Generalmajor Wilhelm von Lüderitz war sein Schwager, Ehemann der Bertha von der Lühe.